# Шэн Сюаньхуай
Шэн Сюаньхуа́й (кит. трад. 盛宣懷, упр. 盛宣怀, пиньинь Shèng Xuānhuái также известен как Sheng Kung-pao, Sheng Hsuan-huai, 4 ноября 1844 — 27 апреля 1916) — китайский чиновник и предприниматель, благотворитель, деятель промышленности и образования, идеолог политики самоусиления, один из инициаторов индустриализации Цинской империи.
Он поднялся до высокого ранга министра связи и младшего опекуна наследника престола, но его официальная карьера была лишь одной из сторон его деятельность. Шэн Сюаньхуай стоял у истоков компании China Merchants Steam Navigation Co. и руководил ее деятельностью в течение многих лет. Он продвигал телеграфную систему в Китае и был ее генеральным директором до тех пор, пока она не была передана правительству. Он основал Коммерческий банк Китая и принимал активное участие в его политике. Он был контрольным акционером на хлопчатобумажной фабрике Хуашень (华盛纺织总厂) и управлял ее бизнесом. Для поиска его он нанял горных инженеров и обнаружил угольные шахты в Пинсяне и железную руду в Тайехе. В связи с тем, что он владел этими шахтами, правительство передало ему металлургический комбинат Ханьян, и, наконец, он был инкорпорирован в компанию Hanyehping (Hanyehping Company).
Шэн Сюаньхуай был Генеральным директором железных дорог, и за время своего пребывания на этом посту был построен южный участок линии Пекин-Ханькоу, начались работы на линиях Кантон-Ханькоу и Шанхай-Нанкин, был заключён контракт на линию Тяньцзинь-Пукоу и начались переговоры о покупке или строительстве других линий. Именно финансовые махинации Шэн Сюаньхуая при постройке железных дорог послужили поводом для Учанского восстания, которое стало прологом Синьхайской революции, в результате которая пала Цинская империя. После начала революции сначала (в октябре 1911 года) бежал в Японию, но после провозглашения Китайской республики поддержал новые власти, с 1912 года и до конца жизни управлял пароходной компанией в Шанхае.

## Биография
Шэн Сюаньхуа́й родился в богатой и уважаемой семье, где был старшим ребёнком; его отец был другом генерала Ли Хунчжана. Заметив способности Шэна, Ли в 1870 году ввёл его в своё окружение, где тот вскоре стал главным советником по экономическим вопросам. В 1871 году организовал доставку в Тяньцзинь предметов первой необходимости после сильного наводнения. Свою карьеру начал в 1872 году в области кораблестроения, став инициатором строительства в Китае паровых судов, первое из которых было спущено на воду в 1873 году. С 1875 года занимался также добычей железной руды. В 1883 году возглавил таможню в Тяньцзине.
К 1893 году контролировал пароходную компанию, а в 1892 году стал фактическим руководителем ткацкой и прядильной промышленности Шанхая, начав реорганизацию фабрик. В 1890-е годы им была создана Императорская телеграфная компания, проложено 22500 км кабеля, благодаря чему к телеграфу оказались подключены все крупнейшие китайские города. 2 октября 1895 года при его содействии был основан Тяньцзиньский университет, а год спустя — Цзяотунский; участвовал также в создании Наньянского университета. С 1896 года владел угольными шахтами, а с 1908 года управлял металлургическими заводами в Ханьяне; встал во главе только что созданного Императорского управления железных дорог. В 1896 году инициировал создание Императорского китайского банка. В 1905 году выступил также создателем китайского отделения Красного креста. С начала XX века неоднократно участвовал в переговорах с представителями западных держав.
В 1911 году был назначен главой Совета станций и коммуникаций и предпринял попытку национализации всех провинциальных железных дорог, контролировавшихся местной знатью и купцами. Этот план вызвал в стране массовые протесты, поскольку многие провинциальные руководители увидели в нём заговор с целью передать китайские железные дороги в руки западных капиталистов. В том же году начались вооружённые протесты в провинции Сычуань, направленные против плана национализации, которые впоследствии переросли в Синьхайскую революцию. После начала революции сначала (в октябре 1911 года) бежал в Японию, но после провозглашения Китайской республики поддержал новые власти, с 1912 года и до конца жизни управлял пароходной компанией в Шанхае.